# Philodromus pseudoexilis
Philodromus pseudoexilis este o specie de păianjeni din genul Philodromus, familia Philodromidae, descrisă de Paik, 1979. Conform Catalogue of Life specia Philodromus pseudoexilis nu are subspecii cunoscute.